# Blinów Pierwszy
Blinów Pierwszy – wieś w Polsce położona w województwie lubelskim, w powiecie kraśnickim, w gminie Szastarka.
W latach 1975–1998 miejscowość administracyjnie należała do ówczesnego województwa tarnobrzeskiego.
Wieś stanowi sołectwo gminy Szastarka. Według Narodowego Spisu Powszechnego Ludności i Mieszkań (III 2011 r.) wieś miała 683 mieszkańców.
Od 1971 roku w Blinowie Pierwszym działa zespół śpiewaczo-obrzędowy „Blinowianki”.